# Aneirin
Aneirin ou Neirin foi um poeta britânico da Alta Idade Média. Sua atividade situa-se entre os séculos VI e VII, o que o posiciona como um dos mais antigos poetas de língua galesa com obras atribuídas. 
Acredita-se que Aneirin tenha sido um bardo ou poeta da corte em algum reino do norte da Grã-Bretanha (conhecido à época como Hen Ogledd), talvez no antigo reino de Gododdin, em Edimburgo, na Escócia moderna. Aneirin é mencionado numa antiga fonte galesa, a crónica Historia Brittonum (História dos Britânicos), atribuído a Nênio, como um poeta que viveu no século VI. Apesar de que a existência de Aneirin é um fato aceito pelos historiadores, muito mais difícil é saber se as obras que lhe são atribuídas foram realmente escritas por ele.
As obras atribuídas a Aneirin estão preservadas num manuscrito do século XIII conhecido hoje como Livro de Aneirin. A língua original das obras era o galês antigo (ou cúmbrico), mas muitas partes dos textos foram modernizados em galês médio no processo de transmissão dos textos durante a Idade Média. O texto do Livro foi copiado ao menos por dois escribas diferentes, um dos quais (escriba A) modernizou o texto em galês médio e o outro (escriba B) manteve parte do texto em galês antigo.
A obra mais famosa de Aneirin contida no Livro é Y Gododdin, uma série de elegias heroicas que comemoram guerreiros de Gododdin que caíram numa batalha travada por volta do ano 600.